# سن ایسیدرو
سن ایسیدرو (به اسپانیایی: San Isidro) یک شهرداری در آرژانتین است که در بخش وال ویخو واقع شده‌است. سن ایسیدرو ۴٬۵۶۹ نفر جمعیت دارد و ۵۱۵ متر بالاتر از سطح دریا واقع شده‌است.